# Цуг (хоккейный клуб)
«Цуг» (нем. EVZ, Eissport Verein Zug) — профессиональный хоккейный клуб, представляющий одноимённый швейцарский город. Выступает в Швейцарской национальной лиге. Домашняя арена — Боссард Арена — вмещает 7 015 зрителей.

## История
Клуб был основан в 1967 году на основе созданного в 1953 году коллектива "Баарер СК". Поначалу клуб был назван ZSC (Zug skate club), но позже выяснилось, что это название уже занято. Появилось новое название — SCZ, однако, его стали оспаривать местные футболисты из-за возможной путаницы. Компромисс был найден в названии (нем. EVZ, Eissport Verein Zug). 5 мая 1967 года является официальной датой основания EVZ. 25 ноября 1967 года был открыт новый ледовый каток. Команда  стартовала в ноябре 1967 года во Второй лиге с проигрыша, чемпионат завершила на третьем месте (тренер — Jürg Bosshard). В сезонах 1983 — 1985 в клубе играл знаменитый чешский игрок Иван Глинка. В 1998 году команда в первый раз стала чемпионом Швейцарии. В 2021 году клуб второй раз стал чемпионом страны.

## Достижения
- Чемпион Швейцарии 1998, 2021, 2022